# Malin (Pologne)
Pour les articles homonymes, voir Malin.
Malin est une localité polonaise de la gmina de Wisznia Mała, située dans le powiat de Trzebnica en voïvodie de Basse-Silésie.